# Dmitri Khvorostovski
Dmitri Aleksandrovitch Khvorostovski (em russo:  Дмитрий Александрович Хворостовский; 16 de outubro de 1962 - 22 de novembro de 2017) foi um barítono russo.
Hvorostovsky nasceu em Krasnoiarsk, na Sibéria. Estudou na Escola de Artes de Krasnoiarsk sob os ensinamentos de Ekaterina Yofel e fez sua estreia na Casa de Ópera de Krasnoiarsk no papel de Marullo, Rigoletto (Giuseppe Verdi).
Venceu o Primeiro Prêmio da Competição Glinka em 1987 e da Competição de Cantores de Toulouse em 1988. Hvorostovsky veio a ter fama internacional em 1989, quando ele ganhou a Competição Cantores do Mundo da BBC, Cardiff, ganhando do favorito cantor local, Bryn Terfel no último round. Sua performance na Competição incluiu Ombra mai fu de Handel e Per me giunto ... O Carlo ascolta de Don Carlo de Verdi. Seus concertos internacionais começaram imediatamente (estreia em Londres em 1989 e em Nova Iorque em 1990).
Sua estreia no oeste foi na Ópera de Nice com A Rainha de Espadas em 1989. Na Itália, sua estreia foi no Teatro La Fenice como Eugene Onegin, um sucesso que fez aumentar sua reputação. Sua estreia em ópera nos Estados Unidos aconteceu com a Ópera Lírica de Chicago em 1993, na performance de La Traviata.
Desde então ele cantou nas maiores casas de óperas do mundo, incluindo o Metropolitan Opera House (estreando em 1995), no Royal Opera House, Covent Garden, a Ópera do Estado de Berlim, La Scala e na Ópera do Estado de Viena. Ele é especialmente renomado por interpretar o papel-título Eugene Onegin, de Tchaikovsky. O The New York Times o descreve como "nascido para este papel".
Hvorostovsky é aclamado como um cantor de óperas tanto como cantor de recitais e concertos. Ele foi nomeado como uma das cinquenta pessoas mais bonitas do planeta.[carece de fontes?]

## Repertório
- Giuseppe Verdi
  - Rigoletto
  - Il trovatore
  - Un ballo in maschera
  - La traviata
  - Simon Boccanegra
  - Don Carlos

- Tchaikovsky
  - Pique Damme
  - Eugene Onegin

- Wolfgang Amadeus Mozart
  - Don Giovanni
  - Le nozze di Figaro

- Gioachino Rossini
  - Il barbiere di Siviglia

## Vida Pessoal

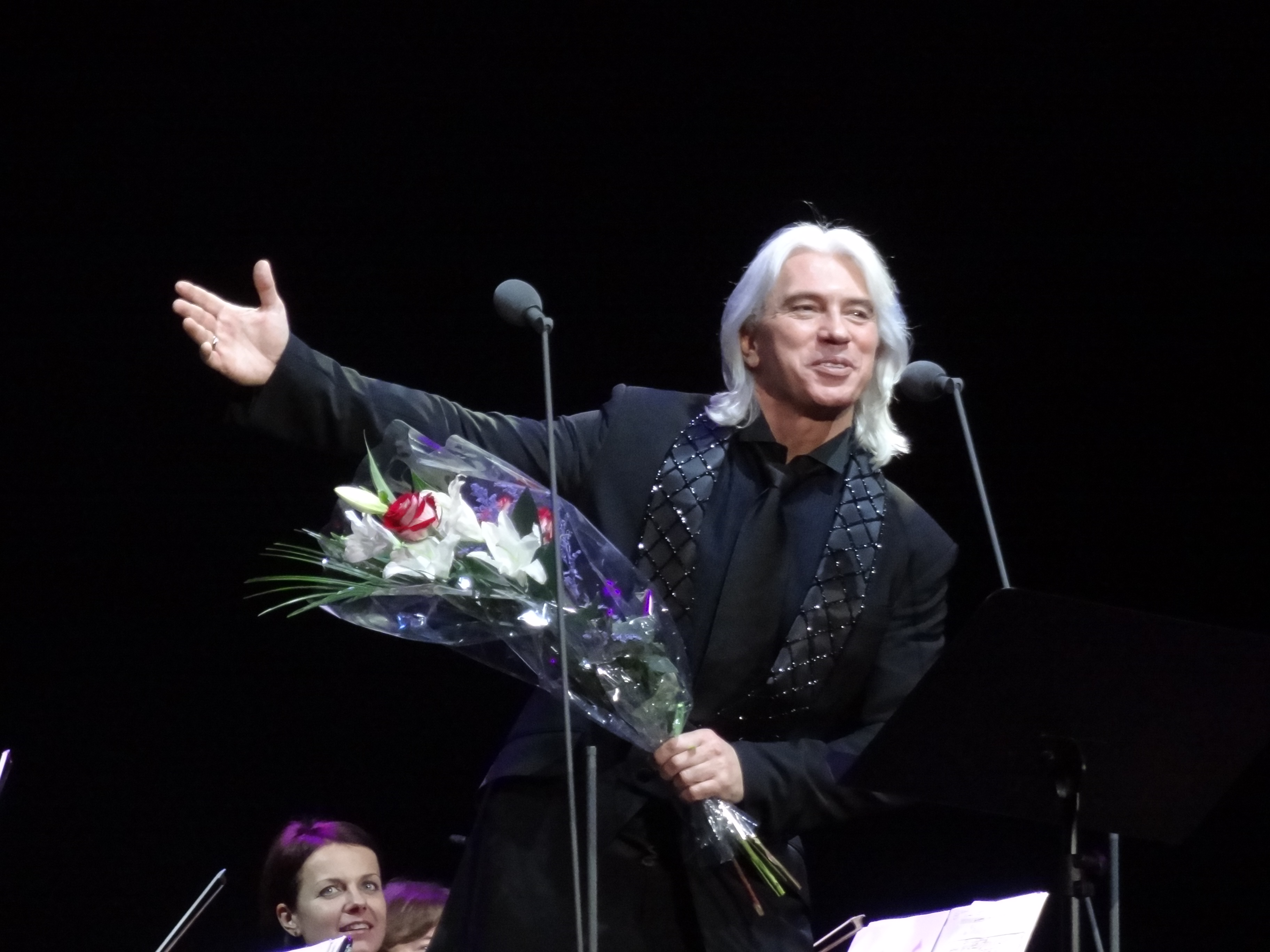
Юбилейный концерт в Санкт-Петербурге в январе 2013 года.

Em 1989, Hvorostovsky casou com a ballerina Svetlana. Ele adotou a sua filha  Maria, e o casal tiveram dos filhos, Daniel e Alexandra. Divorciaram em 1999. A sua segunda esposa foi a soprano suiça Florence Illi. Tiveram dois filhos, Nina e Maxim.
Em junio de 2015, Hvorostovsky anunciou que foi diagnosticado com tumor no cérebro e cancelou todas as apresentações públicas até agosto do  mesmo ano. Representantes da família contaram que ele seria internado e tratado no hospital Royal Marsdem de câncer em Londres.  Apesar da sua doença, Hvorostovsky voltou ao palco da Metropolitan Opera em setembro de 2015 como o Conde di Luna em  Il trovatore de Verdi  para três apresentações junto com a soprano Anna Netrebko.